# Lijst van rijksmonumenten in Beetsterzwaag
De plaats Beetsterzwaag telt 49 inschrijvingen in het rijksmonumentenregister. Hieronder een overzicht.
Voor een overzicht van alle beschikbare afbeeldingen zie de categorie Rijksmonumenten in Beetsterzwaag op Wikimedia Commons.
| Object | Oorspronkelijke functie?  | Bouwjaar                                                          | Architect                                                  | Locatie                 | Coördinaten?                | Nr.?   | Afbeelding                                                                                        |
| --- | ------------------------- | ----------------------------------------------------------------- | ---------------------------------------------------------- | ----------------------- | --------------------------- | ------ | ------------------------------------------------------------------------------------------------- |
| Boerderij met als dwarshuis terzijde voor de schuur gebouwd voorhuis met sierlijst, dakkapel en hoekschoorstenen met borden | Boerderij                 |                                                                   |                                                            | Beetsterweg 13          | 53° 3' 39" NB, 6° 3' 51" OL | 31812  | Meer afbeeldingen                                                                                 |
| Bethlehem | Boerderij                 | midden of tweede helft 17e eeuw                                   |                                                            | Van Harinxmaweg 7       | 53° 3' 36" NB, 6° 5' 23" OL | 31814  | Meer afbeeldingen                                                                                 |
| Lyndenstein, voorm. tuinbeelden                                                                                             | Onderdeel woningen e.d.   |                                                                   |                                                            | bij Hoofdstraat 3       | 53° 3' 37" NB, 6° 4' 18" OL | 31815  | Lyndenstein, voorm. tuinbeelden                                                                   |
| Dorpskerk (Hervormde kerk)                                                                                                  | Kerk en kerkonderdeel     | 1803-'04 20e eeuw (consistorie)                                   |                                                            | Van Lyndenlaan 5        | 53° 3' 37" NB, 6° 4' 29" OL | 31816  | Meer afbeeldingen                                                                                 |
| Voorm. raadhuis | Bestuursgebouw en onderdl | 1837-'39 1909 (verb.)                                             |                                                            | Hoofdstraat 17          | 53° 3' 34" NB, 6° 4' 31" OL | 31817  | Meer afbeeldingen                                                                                 |
| Voorm. secretarie | Bestuursgebouw en onderdl |                                                                   |                                                            | Hoofdstraat 23          | 53° 3' 34" NB, 6° 4' 33" OL | 31818  | Meer afbeeldingen                                                                                 |
| Bordena | Woonhuis                  | 1868 1981 (verb.)                                                 |                                                            | Hoofdstraat 31          | 53° 3' 34" NB, 6° 4' 36" OL | 31819  | Meer afbeeldingen                                                                                 |
| Landelijk pand zonder verdieping met zesruitsvensters onder omgaand zadeldak met dakkapel en vier hoekschoorstenen          | Woonhuis                  |                                                                   |                                                            | Hoofdstraat 55          | 53° 3' 34" NB, 6° 4' 44" OL | 31821  | Meer afbeeldingen                                                                                 |
| Diaconiehuis Van Lyndenstichting                                                                                            | Sociale zorg, liefdadigh. | begin 19e eeuw 1854 (verb.)                                       |                                                            | Hoofdstraat 79          | 53° 3' 34" NB, 6° 4' 50" OL | 31822  | Meer afbeeldingen                                                                                 |
| Oud Boschlust | Horeca                    | ca. 1850 ca. 1900 (aanbouw, veranda)                              |                                                            | Hoofdstraat 2           | 53° 3' 33" NB, 6° 4' 21" OL | 31823  | Meer afbeeldingen                                                                                 |
| Voorm. pastorie | Woonhuis                  | verm. begin 19e eeuw                                              |                                                            | Hoofdstraat 8           | 53° 3' 32" NB, 6° 4' 23" OL | 31824  | Meer afbeeldingen                                                                                 |
| Voorm. school | Onderwijs en wetenschap   |                                                                   |                                                            | t.o. Hoofdstraat 24     | 53° 3' 33" NB, 6° 4' 29" OL | 31825  | Upload foto                                                                                       |
| Twee woningen onder dwars zadeldak tussen topgevels met beitelingen met gemeenschappelijke schoorsteen met bord             | Woonhuis                  | mog. 18e eeuw                                                     |                                                            | Hoofdstraat 30          | 53° 3' 33" NB, 6° 4' 30" OL | 31826  | Meer afbeeldingen                                                                                 |
| Eysingahûs | Woonhuis                  | 1870 (verb.) 1877 (verb.)                                         | K.J. Prakken (1870)                                        | Hoofdstraat 46          | 53° 3' 33" NB, 6° 4' 34" OL | 31827  | Meer afbeeldingen                                                                                 |
| Blokvormig pand met verdieping, omlijste ingang en geblokte gootlijst onder schilddak met twee hoekschoorstenen             | Handel en kantoor         | in of kort na 1868 (verb.)                                        | H.R. Stoett                                                | Hoofdstraat 62          | 53° 3' 33" NB, 6° 4' 40" OL | 31828  | Meer afbeeldingen                                                                                 |
| Woonhuis met verdieping onder zadeldak tegen topgevel met aanzetlijstjes, beitelingen, deklijsten en forse schoorsteen      | Woonhuis                  | 1754                                                              |                                                            | Hoofdstraat 70          | 53° 3' 33" NB, 6° 4' 42" OL | 31829  | Meer afbeeldingen                                                                                 |
| Lycklamahûs | Woonhuis                  | 1824 1858 (verb.) 1902-'03 (balkon, aanbouw)                      | O.M. Meek (1903)                                           | Hoofdstraat 80          | 53° 3' 33" NB, 6° 4' 45" OL | 31830  | Meer afbeeldingen                                                                                 |
| Lycklamahûs, stalgebouw | Bijgebouwen kastelen enz. | 1902-'03 (verb.)                                                  |                                                            | Hoofdstraat 82          | 53° 3' 33" NB, 6° 4' 46" OL | 31831  | Meer afbeeldingen                                                                                 |
| Andreaehûs | Bijgebouwen kastelen enz. | 1835 ca. 1870 (notariskoepel)                                     |                                                            | Hoofdstraat 84          | 53° 3' 32" NB, 6° 4' 47" OL | 31832  | Meer afbeeldingen                                                                                 |
| Woning onder zadeldak tussen topgevels waarvan de voorste beëindigd door forse schoorsteen                                  | Woonhuis                  |                                                                   |                                                            | Kerkepad West 1         | 53° 3' 45" NB, 6° 3' 53" OL | 31834  | Meer afbeeldingen                                                                                 |
| Voorm. hervormde kerk Oud Beets, drie grafzerken                                                                            | Vanwege onderdelen kerk   | 18e eeuw                                                          |                                                            | Kerkepad West 10        | 53° 4' 0" NB, 6° 3' 2" OL   | 31835  | Meer afbeeldingen                                                                                 |
| De Kombuis (voorm. commiezenhuis)                                                                                           | Overheidsgebouw           | ca. 1664                                                          |                                                            | Molenlaan 15            | 53° 3' 31" NB, 6° 4' 35" OL | 31836  | Meer afbeeldingen                                                                                 |
| Kop-hals-rompboerderij met gewijzigde schuur en met voorgevel met smalle lichtopeningen in de top                           | Boerderij                 | 1742                                                              |                                                            | Poostweg 2              | 53° 3' 26" NB, 6° 5' 41" OL | 31837  | Kop-hals-rompboerderij met gewijzigde schuur en met voorgevel met smalle lichtopeningen in de top |
| Fockensstate | Boerderij                 | oorspr. vroege 17e eeuw 1879 (herb.)                              | L. de Goed (1879)                                          | Beetsterweg 2           | 53° 3' 34" NB, 6° 4' 19" OL | 387957 | Meer afbeeldingen                                                                                 |
| Harinxmastate, hoofdgebouw                                                                                                  | Kasteel, buitenplaats     | 1841 1877 (aanbouw) 1929 (verb.)                                  | H.R. Stoett (1877) W. Gerretsen (1929)                     | Van Harinxmaweg 1       | 53° 3' 35" NB, 6° 5' 5" OL  | 414346 | Meer afbeeldingen                                                                                 |
| Harinxmastate, tuin- en park                                                                                                | Tuin, park en plantsoen   | ca. 1845                                                          | L.P. Roodbaard                                             | bij Van Harinxmaweg 1   | 53° 4' 5" NB, 6° 5' 10" OL  | 414349 | Meer afbeeldingen                                                                                 |
| Harinxmastate, koetshuis annex koetsierswoning                                                                              | Bijgebouwen kastelen enz. | 1877                                                              | H.R. Stoett                                                | Van Harinxmaweg 3-5     | 53° 3' 37" NB, 6° 5' 7" OL  | 414350 | Upload foto                                                                                       |
| Harinxmastate, tuinmanswoning                                                                                               | Woonhuis                  | ca. 1900                                                          |                                                            | Kerkepad Oost 47        | 53° 3' 42" NB, 6° 5' 7" OL  | 414351 | Meer afbeeldingen                                                                                 |
| Harinxmastate, oostelijk toegangshek                                                                                        | Erfscheiding              | 1850-1900                                                         |                                                            | bij Van Harinxmaweg 1   | 53° 3' 44" NB, 6° 5' 7" OL  | 414352 | Meer afbeeldingen                                                                                 |
| Harinxmastate, westelijk toegangshek                                                                                        | Erfscheiding              | 1850-1900                                                         |                                                            | bij Van Harinxmaweg 1   | 53° 3' 37" NB, 6° 5' 5" OL  | 414353 | Meer afbeeldingen                                                                                 |
| Harinxmastate, muur langs voorm. moestuin en boomgaard                                                                      | Erfscheiding              | 19e eeuw                                                          |                                                            | bij Van Harinxmaweg 1   | 53° 3' 38" NB, 6° 5' 10" OL | 414354 | Upload foto                                                                                       |
| Harinxmastate, gebouwtje in gele baksteen                                                                                   | Tuin, park en plantsoen   | 19e eeuw                                                          |                                                            | bij Van Harinxmaweg 3-5 | 53° 3' 37" NB, 6° 5' 5" OL  | 414355 | Upload foto                                                                                       |
| Harinxmastate, hondenhok | Dierenverblijf            | ca. 1900                                                          |                                                            | bij Van Harinxmaweg 1   | 53° 3' 37" NB, 6° 5' 5" OL  | 414356 | Meer afbeeldingen                                                                                 |
| Harinxmastate: Lodewijk XV-sokkel met zonnewijzer                                                                           | Tuin, park en plantsoen   | 18e eeuw (sokkel)                                                 |                                                            | bij Van Harinxmaweg 1   | 53° 3' 37" NB, 6° 5' 5" OL  | 414357 | Upload foto                                                                                       |
| Harinxmastate: hek noordelijk van het "overpark"                                                                            | Erfscheiding              | ca. 1900                                                          |                                                            | bij Van Harinxmaweg 1   | 53° 3' 27" NB, 6° 5' 5" OL  | 414358 | Upload foto                                                                                       |
| 't Hoarnleger | Boerderij                 | ca. 1870                                                          |                                                            | Beetsterweg 16          | 53° 3' 48" NB, 6° 3' 25" OL | 513165 | Meer afbeeldingen                                                                                 |
| 't Hoarnleger, stookhok | Boerderij                 | ca. 1870                                                          |                                                            | bij Beetsterweg 16      | 53° 3' 48" NB, 6° 3' 25" OL | 513166 | Meer afbeeldingen                                                                                 |
| Voorm. kantongerechtsgebouw                                                                                                 | Gerechtsgebouw            | 1923                                                              | S. Wijn                                                    | Hoofdstraat 85          | 53° 3' 34" NB, 6° 4' 54" OL | 513179 | Meer afbeeldingen                                                                                 |
| De Zandhoeve | Woonhuis                  | 1929-'30 1961 (verb.)                                             | S.A. Veenstra P. Niesten (1961)                            | Hoofdstraat 89          | 53° 3' 35" NB, 6° 4' 56" OL | 513180 | Meer afbeeldingen                                                                                 |
| Lyndenstein, hoofdgebouw | Kasteel, buitenplaats     | 1821-'22 1915 (verb.)                                             | A. Bruinsma                                                | Hoofdstraat 3           | 53° 3' 38" NB, 6° 4' 22" OL | 514013 | Meer afbeeldingen                                                                                 |
| Lyndenstein, overtuin | Tuin, park en plantsoen   | oorspr. 18e eeuw ca. 1825 (herinr.) 1915 (herinr.) 1978 (herinr.) | L.P. Roodbaard (1825) L.A. Springer (1915) Heidemij (1978) | bij Hoofdstraat 3       | 53° 3' 38" NB, 6° 4' 23" OL | 514014 | Meer afbeeldingen                                                                                 |
| Lyndenstein, bijgebouw met lighal (Corneliastichting)                                                                       | Bijgebouwen kastelen enz. | 1914-'17 1954 (uitbr.)                                            | J.J., M.A. en J. van Nieukerken                            | bij Hoofdstraat 3       | 53° 3' 38" NB, 6° 4' 23" OL | 514015 | Meer afbeeldingen                                                                                 |
| Lyndenstein, borstbeelden op piëdestals                                                                                     | Tuin, park en plantsoen   | vroege 18e eeuw                                                   |                                                            | bij Hoofdstraat 3       | 53° 3' 38" NB, 6° 4' 23" OL | 514016 | Meer afbeeldingen                                                                                 |
| Lyndenstein, tuinbeeld voorstellende Neptunus                                                                               | Tuin, park en plantsoen   | vroege 18e eeuw 1915 (plaatsing)                                  | I. van Logteren                                            | bij Hoofdstraat 3       | 53° 3' 37" NB, 6° 4' 18" OL | 514017 | Meer afbeeldingen                                                                                 |
| Lyndenstein, hekwerken | Tuin, park en plantsoen   | verm. 1913                                                        |                                                            | bij Hoofdstraat 3       | 53° 3' 37" NB, 6° 4' 18" OL | 527602 | Meer afbeeldingen                                                                                 |
| Lyndenstein, klok en klokkenstoel                                                                                           | Bijgebouwen kastelen enz. | 1822 (plaatsing klok) 1977 (rest. klokkenstoel)                   |                                                            | bij Hoofdstraat 3       | 53° 3' 37" NB, 6° 4' 18" OL | 527604 | Meer afbeeldingen                                                                                 |
| Kop-rompboerderijtje | Boerderij                 | ca. 1733                                                          |                                                            | Kerkepad West 2         | 53° 3' 45" NB, 6° 3' 49" OL | 528458 | Kop-rompboerderijtje                                                                              |
| Bakhuis | Boerderij                 |                                                                   |                                                            | Kerkepad West bij 2     | 53° 3' 45" NB, 6° 3' 48" OL | 529967 | Upload foto                                                                                       |
| Wagenschuur | Boerderij                 |                                                                   |                                                            | Kerkepad West bij 2     | 53° 3' 45" NB, 6° 3' 49" OL | 529968 | Upload foto                                                                                       |